# Кильчеть
Кильчеть (в верховье Маинсас) — река в Омской области России. Устье реки находится в 207 км по левому берегу реки Уй. Длина реки составляет 36 км. В 16 км от устья справа впадает река Яранка.
На реке находятся село Евлантьевка и деревня Тамбовка. На безымянном левом притоке находится деревня Хмелевка.

## Данные водного реестра
По данным государственного водного реестра России относится к Иртышскому бассейновому округу, водохозяйственный участок реки — Иртыш от впадения реки Омь до впадения реки Ишим, без реки Оша, речной подбассейн реки — бассейны притоков Иртыша до впадения Ишима. Речной бассейн реки — Иртыш.
Код объекта в государственном водном реестре — 14010100312115300006256.